# Urup (rzeka)
Urup (ros. Уруп) – rzeka w Rosji, w północnej części Kaukazu, lewy dopływ Kubania. Ma 231 km długości, jej dorzecze zajmuje powierzchnię 3220 km², średni przepływ wynosi 16,5 m³/s.
Źródła znajdują się na górze Urup w Wielkim Kaukazie. Reżim rzeczny ma charakter mieszany z przewagą deszczowego; zdarzają się wezbrania deszczowe. W okresie od grudnia do lutego występuje słabe zlodzenie. Rzeka wykorzystywana jest do irygacji. U jej ujścia leży miasto Armawir.